# Major League Baseball 1965
Prima dell'inizio della stagione 1965 della Major League Baseball (MLB) la squadra degli Houston Colt .45s cambiò il proprio nome in Astros e si trasferì nel nuovo stadio chiamato Astrodome, dotato di copertura, diventando la prima squadra della storia a giocare le proprie partite casalinghe al coperto. Questa fu anche l'ultima stagione dei Milwaukee Braves prima del loro trasferimento nella città di Atlanta.
L'All-Star Game si disputò il 13 luglio al Metropolitan Stadium di Minneapolis, Minnesota e fu vinto dalla rappresentativa della National League per 6 a 5.
Le World Series 1965 si disputarono tra il 6 e il 14 ottobre e furono vinte dai Los Angeles Dodgers.

## Stagione regolare

### American League
| #  | Squadra               | Vittorie | Sconfitte | Perc. | Diff. |
| -- | --------------------- | -------- | --------- | ----- | ----- |
| 1  | Minnesota Twins       | 102      | 60        | .630  | -     |
| 2  | Chicago White Sox     | 95       | 67        | .586  | 7.0   |
| 3  | Baltimore Orioles     | 94       | 68        | .580  | 8.0   |
| 4  | Detroit Tigers        | 89       | 73        | .549  | 13.0  |
| 5  | Cleveland Indians     | 87       | 75        | .537  | 15.0  |
| 6  | New York Yankees      | 77       | 85        | .475  | 25.0  |
| 7  | California Angles     | 75       | 87        | .463  | 27.0  |
| 8  | Washington Senators   | 70       | 92        | .432  | 32.0  |
| 9  | Boston Red Sox        | 62       | 100       | .383  | 40.0  |
| 10 | Kansas City Athletics | 59       | 103       | .364  | 43.0  |

### National League
| #  | Squadra               | Vittorie | Sconfitte | Perc. | Diff. |
| -- | --------------------- | -------- | --------- | ----- | ----- |
| 1  | Los Angeles Dodgers   | 97       | 65        | .599  | -     |
| 2  | San Francisco Giants  | 95       | 67        | .586  | 2.0   |
| 3  | Pittsburgh Pirates    | 90       | 72        | .556  | 7.0   |
| 4  | Cincinnati Reds       | 89       | 73        | .549  | 8.0   |
| 5  | Milwaukee Braves      | 86       | 76        | .531  | 11.0  |
| 6  | Philadelphia Phillies | 85       | 76        | .528  | 11.5  |
| 7  | St. Louis Cardinals   | 80       | 81        | .497  | 16.5  |
| 8  | Chicago Cubs          | 72       | 90        | .444  | 25.0  |
| 9  | Houston Astros        | 65       | 97        | .401  | 32.0  |
| 10 | New York Mets         | 50       | 112       | .309  | 47.0  |

### Record Individuali

#### American League
| Stat. | Giocatore       | Squadra               | Totale |
| ----- | --------------- | --------------------- | ------ |
| AVG   | Tony Oliva      | Minnesota Twins       | .321   |
| HR    | Tony Conigliaro | Boston Red Sox        | 32     |
| RBI   | Rocky Colavito  | Cleveland Indians     | 108    |
| R     | Zoilo Versalles | Minnesota Twins       | 126    |
| H     | Tony Oliva      | Minnesota Twins       | 185    |
| SB    | Bert Campaneris | Kansas City Athletics | 51     |

| Stat. | Giocatore                                       | Squadra                              | Totale |
| ----- | ----------------------------------------------- | ------------------------------------ | ------ |
| W     | Mudcat Grant                                    | Minnesota Twins                      | 21     |
| L     | John O'Donoghue Bill Monbouquette Dave Morehead | Kansas City Athletics Boston Red Sox | 18     |
| ERA   | Sam McDowell                                    | Cleveland Indians                    | 2.18   |
| K     | Sam McDowell                                    | Cleveland Indians                    | 325    |
| IP    | Mel Stottlemyre                                 | New York Yankees                     | 291    |
| SV    | Ron Kline                                       | Washington Senators                  | 29     |

#### National League
| Stat. | Giocatore        | Squadra              | Totale |
| ----- | ---------------- | -------------------- | ------ |
| AVG   | Roberto Clemente | Pittsburgh Pirates   | .329   |
| HR    | Willie Mays      | San Francisco Giants | 52     |
| RBI   | Deron Johnson    | Cincinnati Reds      | 130    |
| R     | Tommy Harper     | Cincinnati Reds      | 126    |
| H     | Pete Rose        | Cincinnati Reds      | 209    |
| SB    | Maury Wills      | Los Angeles Dodgers  | 94     |

| Stat. | Giocatore     | Squadra             | Totale |
| ----- | ------------- | ------------------- | ------ |
| W     | Sandy Koufax  | Los Angeles Dodgers | 26     |
| L     | Jack Fisher   | New York Mets       | 24     |
| ERA   | Sandy Koufax  | Los Angeles Dodgers | 2.04   |
| K     | Sandy Koufax  | Los Angeles Dodgers | 382    |
| IP    | Sandy Koufax  | Los Angeles Dodgers | 335 ⅔  |
| SV    | Ted Abernathy | Chicago Cubs        | 31     |

- Sandy Koufax vincitore della Tripla Corona dei lanciatori.

## Playoff

### World Series
Template:World Series 1965
| Data                                     | Squadra di casa     | Squadra ospite      | Ris.  |
| ---------------------------------------- | ------------------- | ------------------- | ----- |
| 06/10                                    | Minnesota Twins     | Los Angeles Dodgers | 8 - 2 |
| 07/10                                    | Minnesota Twins     | Los Angeles Dodgers | 5 - 1 |
| 09/10                                    | Los Angeles Dodgers | Minnesota Twins     | 4 - 0 |
| 10/10                                    | Los Angeles Dodgers | Minnesota Twins     | 7 - 2 |
| 11/10                                    | Los Angeles Dodgers | Minnesota Twins     | 7 - 0 |
| 13/10                                    | Minnesota Twins     | Los Angeles Dodgers | 5 - 1 |
| 14/10                                    | Minnesota Twins     | Los Angeles Dodgers | 0 - 2 |
| Los Angeles Dodgers vincono la serie 4-3 |                     |                     |       |

## Premi
- Miglior giocatore della Stagione

|    | Giocatore       | Squadra              |
| -- | --------------- | -------------------- |
| AL | Zoilo Versalles | Minnesota Twins      |
| NL | Willie Mays     | San Francisco Giants |

- Rookie dell'anno

|    | Giocatore    | Squadra             |
| -- | ------------ | ------------------- |
| AL | Curt Blefary | Baltimore Orioles   |
| NL | Jim Lefebvre | Los Angeles Dodgers |

- Miglior giocatore delle World Series

| Giocatore    | Squadra             |
| ------------ | ------------------- |
| Sandy Koufax | Los Angeles Dodgers |